# Gaza Ghetto
Gaza Ghetto är en svensk dokumentärfilm från 1984 i regi av PeÅ Holmquist, Joan Mandell och Pierre Björklund. Filmen skildrar en palestinsk familj som fördrivits från sitt hem av israelisk militär.
Filmen fick positiva recensioner i Sverige. Utomlands blev den desto mer kontroversiell och totalförbjöds i Israel. I USA fick den negativ kritik då den ansågs ta parti enkom för palestiniernas sak.
Gaza Ghetto mottog första pris vid Florens filmfestival 1985 och var även nominerad till ett pris vid en filmfestival i New York året efter.

### Fotnoter
1. 1 2 3  ”Gaza Ghetto”. Svensk Filmdatabas. http://sfi.se/sv/svensk-filmdatabas/Item/?itemid=15783&type=MOVIE&iv=Basic&ref=/templates/SwedishFilmSearchResult.aspx?id%3d1225%26epslanguage%3dsv%26searchword%3dgaza+ghetto%26type%3dMovieTitle%26match%3dBegin%26page%3d1%26prom%3dFalse. Läst 17 maj 2013.